# 尾本惠市
尾本 惠市（おもと けいいち、1933年5月16日 - ）は、日本の分子人類学者。東京大学・国際日本文化研究センター名誉教授。

## 経歴
1933年、東京生まれ。東京大学理学部を卒業するとドイツへ留学。1972年東京大学大学院理学研究科博士課程修了、理学博士号を取得。学位論文の題は「Blood protein polymorphisms and the problem of the genetic affinities of the Ainu(血液蛋白の多型とアイヌの遺伝的起源の問題)」。
その後は、東京大学理学部助教授。1979年に教授昇格。1993年に東京大学を退官し、名誉教授となった。その後は国際日本文化研究センター教授を務め、1999年に定年退官、名誉教授となった。その後は桃山学院大学教授に就いた。現在は総合研究大学院大学の上級研究員。

## 研究内容・業績
専門は人類学で、分子人類学。アイヌ人やフィリピンのネグリト族の起源に関する研究で世界的な成果を挙げている。
尾本恵一コレクション
蝶に対する造詣が深く、特にウスバシロチョウに代表されるウスバアゲハ亜科の系統分類学的研究で大きな成果を挙げている。将棋に対する造詣の深さでも知られている。

## 受賞・栄典
- 1987年：「ヒトの発見―分子で探るわれわれのルーツ―」で講談社出版文化賞科学出版賞を受賞。
- 2015年秋：瑞宝中綬章受勲[4]。

## 著作
単著
- 『ヒトの発見：分子で探るわれわれのルーツ』読売新聞社 1987
- 『分子人類学と日本人の起源』裳華房 1996
- 『ヒトはいかにして生まれたか』岩波書店 1998
  - 改題『ヒトはいかにして生まれたか 遺伝と進化の人類学』講談社学術文庫 2015
- 『ヒトと文明　狩猟採集民から現代を見る』ちくま新書 2016
- 『蝶と人と　美しかったアフガニスタン』朝日新聞社 2023

共著
- 『文明をつくる動物』鳥居正夫・玉野井芳郎共著、共立出版(教養講座ライフサイエンス) 1977
- 『猿人類にみる人間』伊谷純一郎・養老孟司共著 中山書店 2003
- 『日本の人類学』山極寿一共著、ちくま新書 2017
- 『教養としての将棋 おとなのための「盤外講座」』羽生善治・梅原猛共著、講談社現代新書 2019

共編著
- 『人類学講座 10 遺伝』松永英共編集責任、雄山閣出版 1977
- 『ヒトを中心とした遺伝学概論』太田次郎共編 朝倉書店 1985
- 『人類の自己家畜化と現代』編著、人文書院 1999
- 『海のアジア』全6巻　濱下武志、村井吉敬、家島彦一共編 岩波書店 2000
- 『日本文化としての将棋』編著、三元社 2002

監修
- 『体から日本人の起源をさぐる』日本人はどこからきたかシリーズ 埴原和郎との共監著 福武書店 1986

翻訳
- 『暴力の起源 人はどこまで攻撃的か』アシュレイ・モンターギュ著、福井伸子共訳 どうぶつ社 1982
- 『ネオテニー 新しい人間進化論』アシュレイ・モンターギュ著、越智典子共訳 どうぶつ社 1986